# Симфонический оркестр Рима
Симфонический оркестр Рима (итал. Orchestra Sinfonica di Roma) — итальянский симфонический оркестр, действовавший в Риме в 2002—2014 гг.
Оркестр был основан 22 ноября 2002 года дирижёром Франческо Ла Веккиа, который и стал его бессменным руководителем. В оркестранты были набраны молодые музыканты, вчерашние выпускники консерваторий. Оркестр стал единственным в Италии, учреждённым целиком и полностью на частные средства, без государственного финансирования: спонсором коллектива стала благотворительная организация Fondazione Roma (через дочернюю структуру), которая к 2012 году довела годовое финансирование оркестра до 4 миллионов евро в год.
Концерты оркестра проходили на исторических римских сценах Театро Арджентина (первые два сезона) и Театро Систина (третий сезон), с 2005 года оркестр выступал в Auditorium Conciliazione, в зале на 2000 мест, дважды в неделю с ноября по июнь, привлекая многочисленную аудиторию очень недорогими билетами: годовой абонемент на 30 концертов стоил 300 евро, 165 евро для пенсионеров и 100 евро для студентов. Миссией оркестра была пропаганда итальянской симфонической музыки, в том числе её крупнейших фигур первой половины XX века — Джузеппе Мартуччи, Гоффредо Петрасси, Альфредо Казеллы. Итальянская музыка преобладает и среди 30 альбомов, записанных коллективом. Гастроли оркестра прошли в разные годы в Санкт-Петербурге, Брюсселе, Мадриде, Афинах, Лондоне, Берлине, Вене, Вашингтоне и Нью-Йорке. Среди публичных акций оркестра — концерт памяти жертв Холокоста (2004) и памяти жертв геноцида армян (2008).
В 2014 году оркестр неожиданно был распущен в связи с прекращением финансирования. 